# Pala Colonna

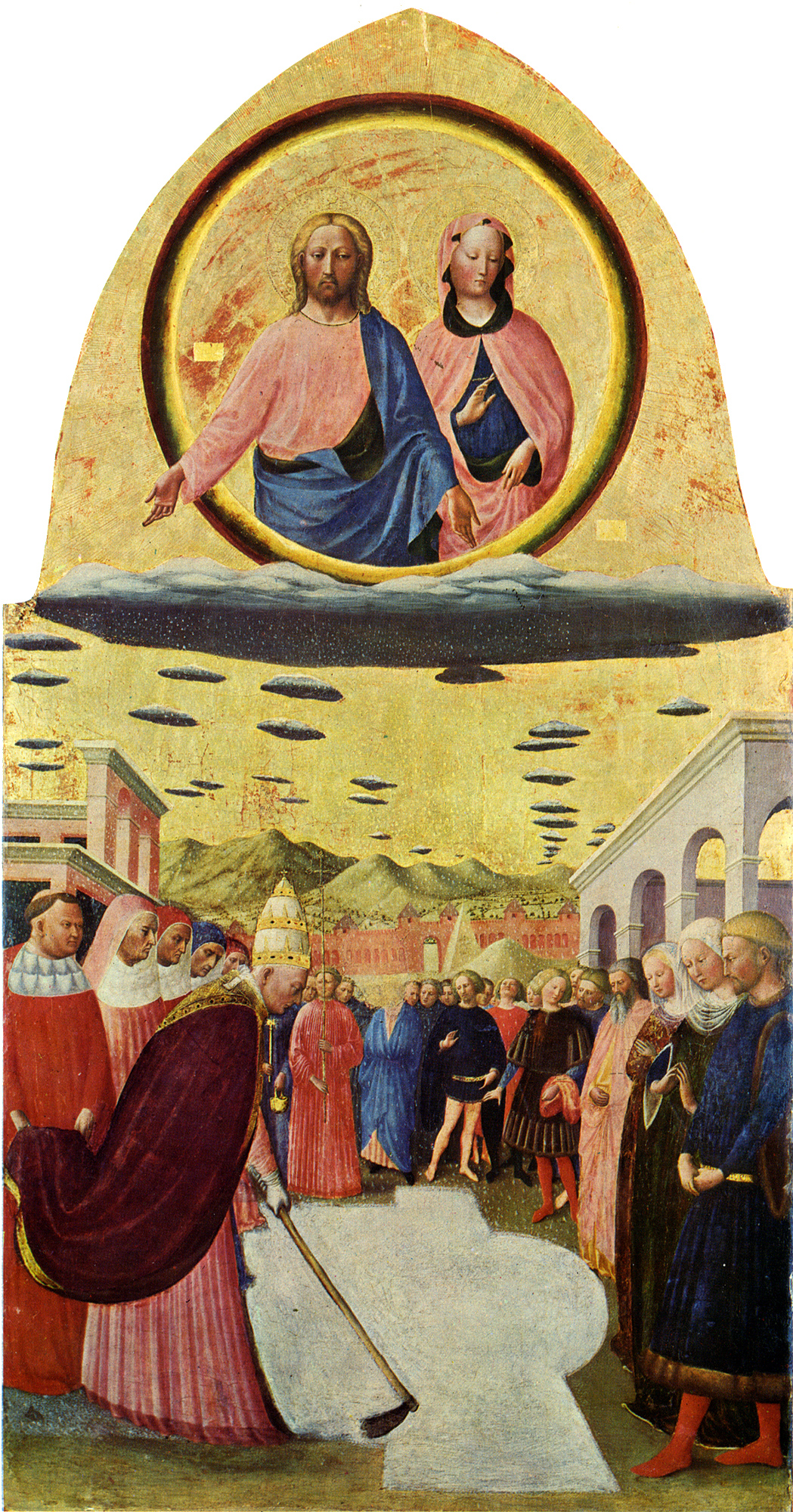
Masolino, Fondazione di Santa Maria Maggiore, Napoli

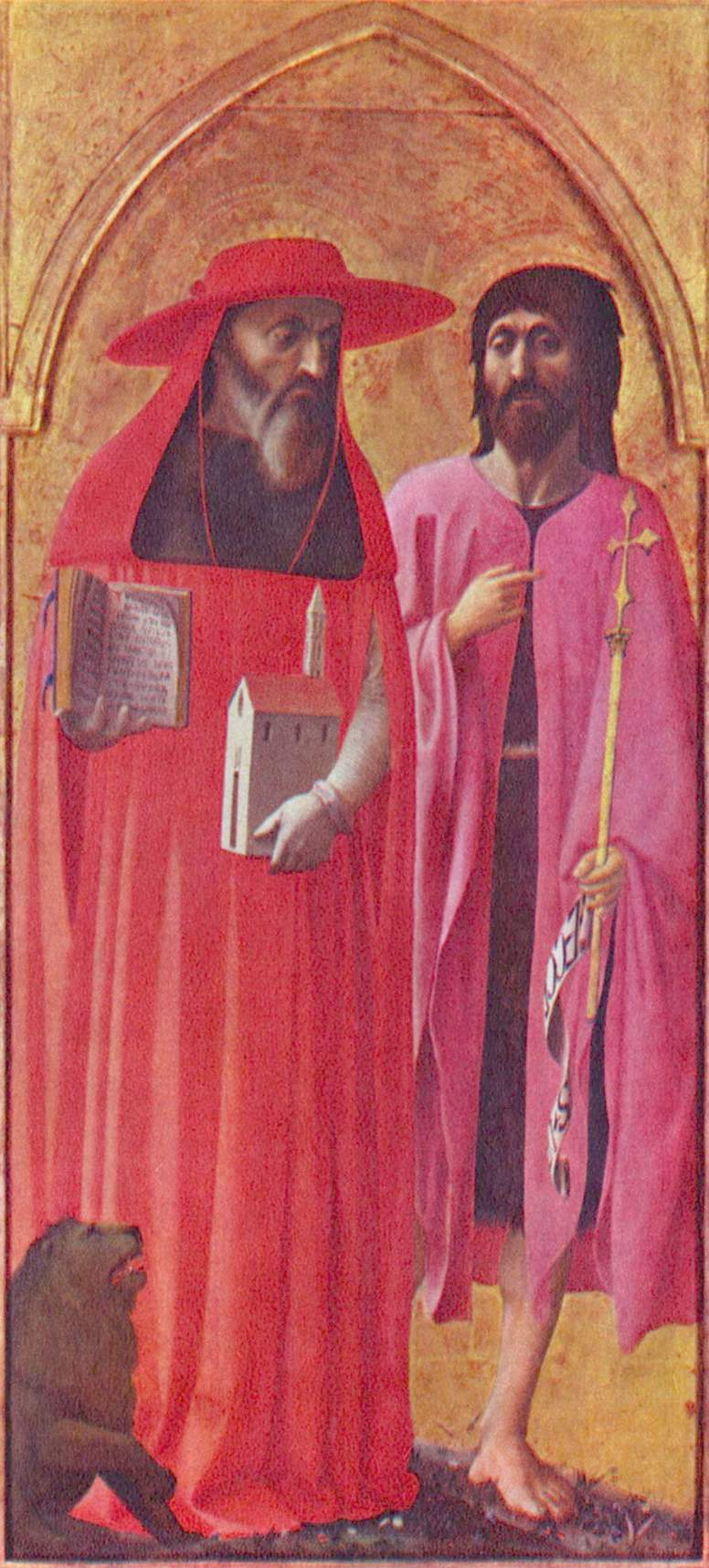
Masaccio, Santi Girolamo e Giovanni Battista, Londra

La Pala Colonna o Polittico di Santa Maria Maggiore è un dipinto smembrato di Masolino da Panicale e Masaccio. Dell'opera, tempera su tavola, restano sei pannelli che un tempo formavano tre scomparti dipinti su entrambi i lati.

## Storia e descrizione
La datazione della pala, già destinata all'altare maggiore della basilica di Santa Maria Maggiore è molto controversa. L'ipotesi più accreditata è quella che si tratti di un'opera dipinta direttamente a Roma dai due artisti, l'ultima di Masaccio prima della scomparsa, quindi databile ai primi mesi del 1428; altri (come Spike) la legano, a causa dell'iconografia, al giubileo di Papa Martino V del 1423, ponendola quindi come prima opera della collaborazione tra i due artisti, prima della cappella Brancacci e della Sant'Anna Metterza. Secondo alcuni fu commissionata a Masolino, che poi ne delegò una parte al suo assistente Masaccio; secondo altri fu commissionata a Masaccio, il quale disegnò il complesso, per poi venire completata in larga parte da Masolino dopo la sua morte.
Il cardinale Oddone Colonna, eletto nel 1417 come papa Martino V pose fine allo scisma d'Occidente; tra il 1419 e il 1420 sostò a Firenze, in attesa che Roma fosse sufficientemente sicura a riceverlo. Nella città toscana probabilmente venne in contatto con gli artisti lì attivi: Gentile da Fabriano, Arcangelo di Cola, Lorenzo Ghiberti e probabilmente Masolino da Panicale. Appena messo piede a Roma Martino V si dedicò subito al compito di riportare la città al suo antico splendore ed indisse un giubileo per il 1423, cui sembrano alludere alcuni particolari iconografici della pala.
La pala venne vista verso la metà del XVI secolo da Giorgio Vasari e Michelangelo Buonarroti, che la trovarono ormai spostata in una piccola cappella vicino alla sacrestia ("cappella Colonna"). Essi, che videro solo una faccia essendo probabilmente addossata a una parete, la ritennero interamente opera di Masaccio, ignorando Masolino.
Nel 1653 la pala Colonna si trovava ormai a palazzo Farnese, con i pannelli segati nello spessore in modo da separare le facce ed avere sei dipinti separati, che in un inventario sono elencati come opere di Beato Angelico. In seguito vennero dispersi e, ricomparsi in momenti diversi sul mercato antiquario, vennero riconosciuti quando ormai erano sparsi in più musei.

## Pannelli
- Fondazione di Santa Maria Maggiore, Masolino, Museo nazionale di Capodimonte, Napoli
- Assunzione della Vergine (144x76 cm), Masolino, Museo nazionale di Capodimonte, Napoli
- Santi Girolamo e Giovanni Battista (114x55 cm), Masaccio, National Gallery, Londra
- Santi Gregorio Magno e Mattia (126,3x59,1 cm), Masolino, National Gallery, Londra
- Santi Giovanni Evangelista e Martino (114,3x54,3 cm), Masolino, Philadelphia Museum of Art, Filadelfia
- Santi Paolo e Pietro, Masolino, Philadelphia Museum of Art, Filadelfia

Della pala si conoscono anche due pannelli della predella, entrambi alla Pinacoteca vaticana: il Transito della Vergine e la Crocifissione, opera di Masolino.

### Recto
|  |  |  |
|  |  |  |

Santi Girolamo e Giovanni Battista (Masaccio, Londra), Fondazione di Santa Maria Maggiore (Masolino, Napoli), Santi Giovanni Evangelista e Martino (Masolino, Philadelphia)

### Verso
|  |  |  |
|  |  |  |

Santi Paolo e Pietro (Masolino, Philadelphia), Assunzione della Vergine (Masolino, Napoli), Santi Gregorio Magno e Mattia (Masolino, Londra)